# Thierry Saxemard
Thierry Saxemard est un footballeur français né le 16 janvier 1967 à Fort-de-France. Il évolue au poste de défenseur.

## Carrière
Thierry Saxemard commence sa carrière professionnelle au Havre Athletic Club au cours de la saison 1986-1987 du championnat de France de Division 1. Il reste pendant trois saisons au Havre avant de rejoindre l'AS Beauvais Oise en 1989. Il y dispute 168 matchs de Division 2 en l'espace de six saisons. 
Saxemard porte ensuite les couleurs du MUC 72, puis du FC Gueugnon. Il termine sa carrière en National dans des clubs de la région parisienne, évoluant d'abord au RC Paris puis au Red Star 93.
Il dispute au total 283 matchs dans le Championnat de Division 2 et 29 dans le Championnat de Division 1. 
En mars 2002, il obtient le BEES 1er degré. 
Après carrière de joueur, il se reconverti en entraineur, après avoir passé ses diplômes. Il entraine notamment les clubs de Crêches-sur-Saône, Thoissey et UF Mâcon.  